# 제이크 호프만

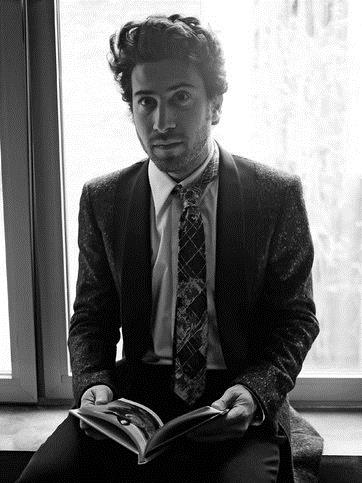
2015년 모습

제이크 호프먼(Jake Hoffman, 1981년 3월 20일 ~ )은 미국의 배우, 영화 감독이다.
로스앤젤레스에서 태어났다.

## 출연 작품

### 영화
- 레인 맨 (1988)
- 후크 (1991)
- 슈가 앤 스파이스 (2001) - 테드 역
- 아이 하트 헉커비스 (2004)
- 첫 남자, 첫 경험: 아담과 이브 (2005, National Lampoon's Adam & Eve)
- 클릭 (2006) - 벤 뉴먼 22-30세 역
- 헨리스 크라임 (2010)
- 세번째 사랑 (2010) - 마이클 역
- 정사: 두여자와의 로맨스 (2012, Generation Um...) - 롭 역
- EDM: 악마의 소리 (2013, Enter the Dangerous Mind)
- 더 울프 오브 월 스트리트 (2013) - 스티브 매든 역
- 워크 투 유 (2014, Asthma)
- 쉬즈 퍼니 댓 웨이 (2014)
- 아더후드 (2019)

### 텔레비전
- 언디클레어드 (2001)
- 못말리는 패밀리 (2005)
- 캘리포니케이션 (2012)
- 레이 도노반 (2016)